# Lagarrigue (Lot i Garonna)
Lagarrigue – miejscowość i gmina we Francji, w regionie Nowa Akwitania, w departamencie Lot i Garonna.
Według danych na rok 1990 gminę zamieszkiwało 280 osób, a gęstość zaludnienia wynosiła 64 osób/km² (wśród 2290 gmin Akwitanii Lagarrigue plasuje się na 900. miejscu pod względem liczby ludności, natomiast pod względem powierzchni na miejscu 1463.).